# Campo de concentración de Auschwitz
El complejo Auschwitz (cuya denominación oficial en alemán es «Konzentrationslager Auschwitz») estuvo formado por diversos campos de concentración y exterminio de la Alemania nazi en los territorios polacos ocupados durante la Segunda Guerra Mundial. Comprendía Auschwitz I —campo original—, Auschwitz II-Birkenau —campo de concentración y exterminio—, Auschwitz III-Monowitz —campo de trabajo para la IG Farben— y 45 campos satélites más.
Situado en Oświęcim a unos 43 km al oeste de Cracovia, fue el mayor centro de exterminio del nazismo, donde fueron enviadas cerca de un millón trescientas mil personas, de las cuales murieron un millón cien mil, la gran mayoría era judía (el 90 %, un millón), aunque también deben contarse a polacos, gitanos, prisioneros de guerra, comunistas, disidentes del régimen, etc.
En la entrada a Auschwitz I colgaba un cartel con el lema Arbeit macht frei («El trabajo libera»), con el que las fuerzas SS recibían a los deportados, desde su apertura el 20 de mayo de 1940 hasta el 27 de enero de 1945, cuando sería liberado por el Ejército Rojo soviético.
Bajo la supervisión de Heinrich Himmler, estuvo dirigido por el oficial de las SS Obersturmbannführer Rudolf Höss hasta el verano de 1943, reemplazado por Arthur Liebehenschel y Richard Baer. Höss, capturado por los aliados, declaró en los juicios de Núremberg antes de ser condenado a muerte por ahorcamiento en 1947 delante del crematorio de Auschwitz I. Liebehenschel fue juzgado por un tribunal polaco y ejecutado en 1948. Baer logró evadirse y vivir bajo una identidad falsa en Hamburgo, hasta que fue reconocido y arrestado. Se suicidó en la prisión antes de iniciarse su proceso en 1963. 
En 1947 en Oświęcim fue fundado el Museo estatal Auschwitz-Birkenau. Es un monumento de crímenes de guerra alemanes en la Polonia ocupada, formado por dos campos de concentración, Auschwitz I y Auschwitz-Birkenau. La Unesco lo declaró Patrimonio de la Humanidad en 1979 como uno de los lugares de mayor simbolismo del Holocausto o Shoah.

## Características

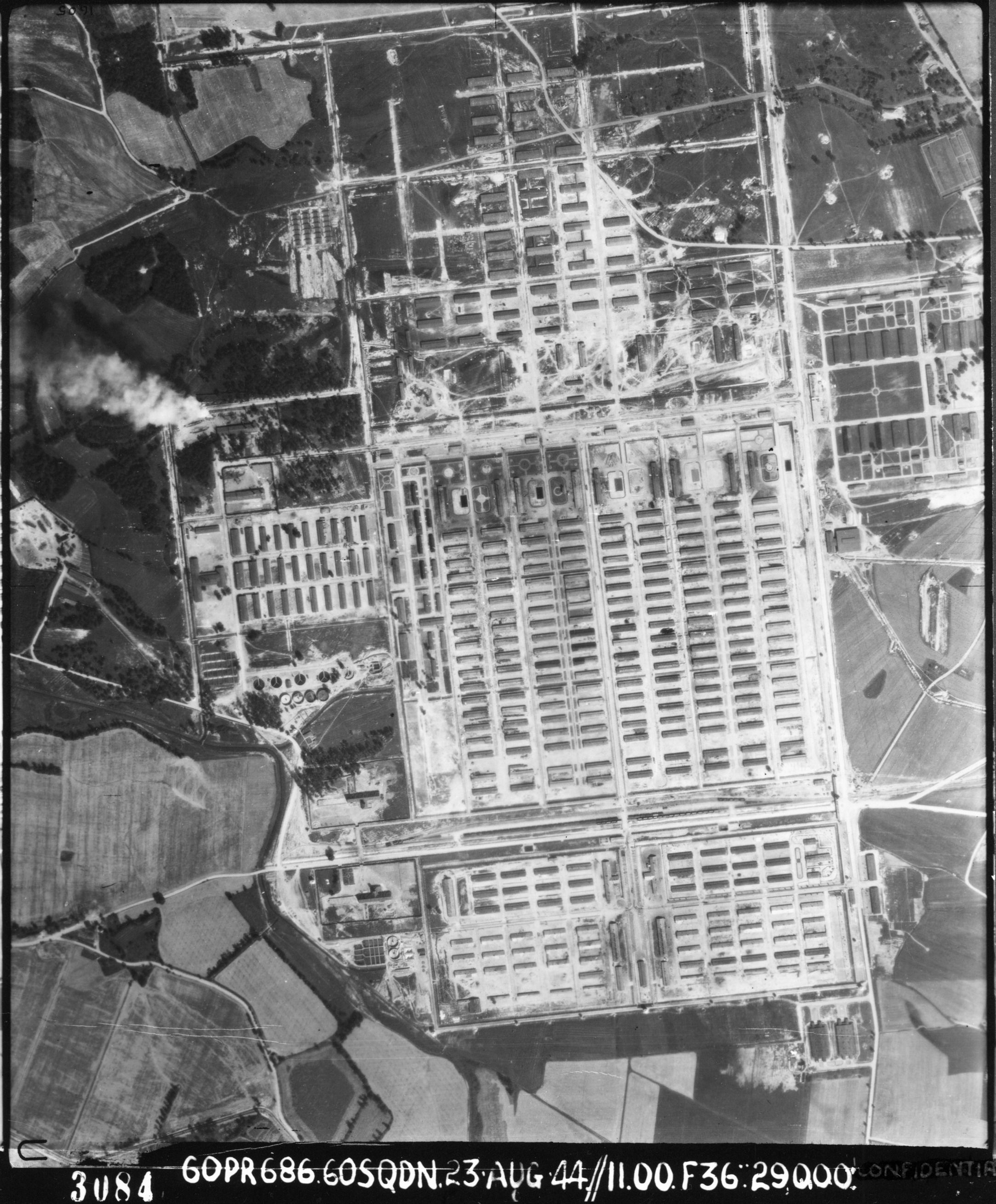
Fotografía aérea.

Tuvo tres campos principales y 39 subalternos.
Los principales fueron:
- Auschwitz I, el campo de concentración original, que servía de centro administrativo para todo el complejo. En este campo murieron cerca de 70 000 intelectuales polacos y prisioneros de guerra soviéticos.
- Auschwitz II (Birkenau), un campo de exterminio, donde murieron la mayor parte del más de un millón de víctimas del campo. En esta sección se ubicaban las mujeres.
- Auschwitz III, utilizado como campo de trabajo esclavo para la empresa IG Farben.

## Historia

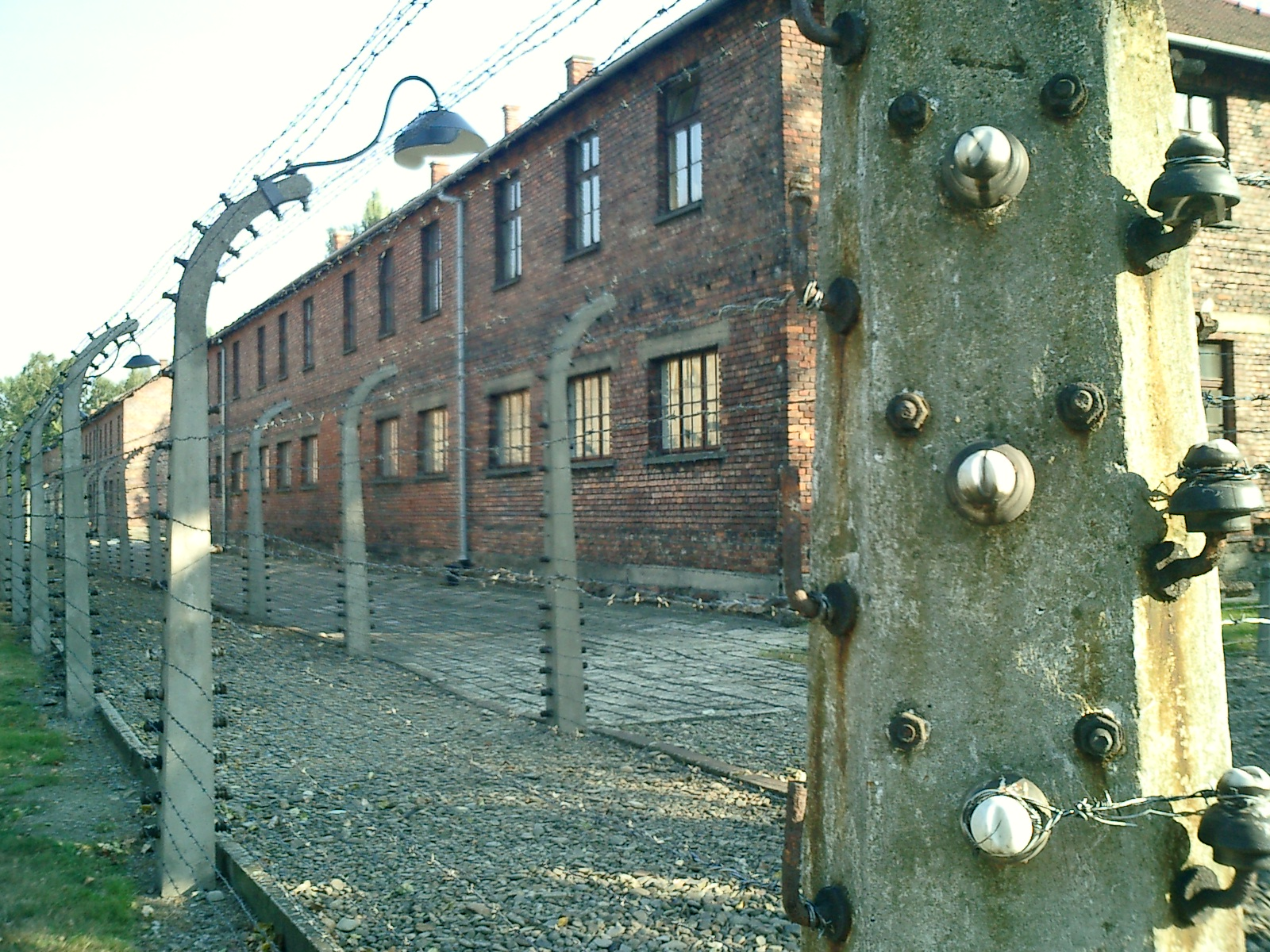
El campo de concentración en 2003.

A partir de 1940, la Alemania nazi construyó varios campos de concentración y un campo de exterminio en Oświęcim que, al igual que el resto de los campos de concentración, eran administrados por las SS, bajo el mando de Heinrich Himmler. Los comandantes del campo fueron Rudolf Höss hasta el verano de 1943, al que siguieron Arthur Liebehenschel y Richard Baer. 
Oświęcim (Auschwitz en alemán) es una población cercana a Katowice, en la confluencia de los ríos Vístula y Sola, en la Alta Silesia. Esta región había sido cedida a Polonia en el Tratado de Versalles (1919) y en 1940 tenía unos 1400 habitantes; la mitad de ellos, judíos. La Alta Silesia era una de las regiones que se iban a anexionar al Reich después de la invasión alemana de Polonia de 1939, pero al estar muy industrializada no era adecuada para la germanización por colonos granjeros, prevista por las autoridades nazis para los nuevos territorios. En consecuencia Auschwitz fue concebido como un campo de tránsito para someter a la población polaca que debía ser utilizada como mano de obra.
El 27 de abril de 1940, Himmler decidió la creación del campo y el día 30 nombró a su primer comandante, el SS-Obersturmbannführer Rudolf Höss. Höss se hizo cargo el 4 de mayo, y su primer cometido fue la construcción de las instalaciones a partir de unos barracones originalmente del Ejército austríaco, más tarde Ejército polaco, sobre unos terrenos dedicados a la doma de caballos. Los primeros internos de Auschwitz fueron 30 criminales alemanes procedentes de Sachsenhausen cuya finalidad era convertirse en los primeros kapos del recinto, y 728 prisioneros políticos polacos que llegaron el 14 de junio de 1940 desde Tarnów, una ciudad polaca a 75 km de Cracovia. Tanto el sistema de kapos como el famoso lema Arbeit macht frei («El trabajo os hará libres») fueron importados por Höss a partir de su experiencia en Dachau, su primer destino en el sistema de campos nazi.

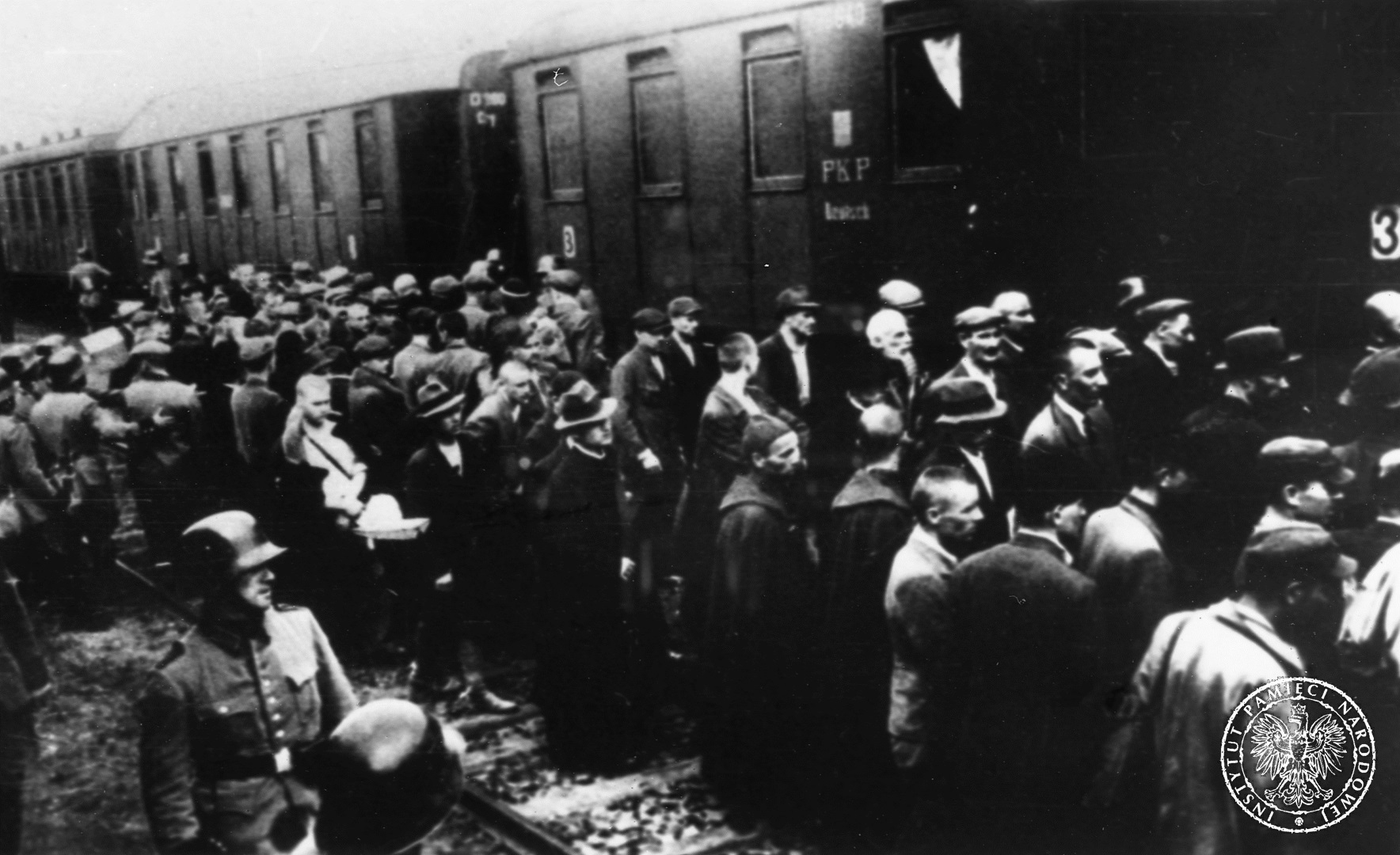
El primer transporte de prisioneros a Auschwitz en la estación de Tarnów.
(14 de junio de 1940)

El primer cambio en las funciones para las que estaba destinado el campo se produjo en septiembre de 1940 cuando realizó una visita de inspección Oswald Pohl, jefe de la Oficina Central de Administración y Economía de las SS (SS-WVHA, por las siglas en alemán de SS-Wirtschafts-Verwaltungshauptamt) y estaba interesado en la explotación de las canteras de grava y arena cercanas, por lo que ordenó a Höss que aumentara la capacidad del campo y añadió un piso a los barracones. En noviembre, Himmler y Höss pusieron en marcha proyectos de investigación y explotación agrícola. Interesados en la agronomía, planearon la construcción de laboratorios, el drenaje de pantanos y la cría de ganado. Sin embargo, el emplazamiento de Auschwitz en la confluencia de dos ríos, lo convertía en un lugar poco conveniente para tales propósitos y muy propenso a las inundaciones, a pesar de lo cual esta actividad nunca fue abandonada y miles de prisioneros murieron intentando abrir canales o canalizando ríos.
Cerca de 6500 miembros de las SS sirvieron en Auschwitz con pequeñas o grandes tareas en pos de la "solución final" al «problema judío» o «cuestión judía». La mayoría sobrevivió a la guerra. Con las primeras prisioneras, llegaron también las primeras vigilantes en marzo de 1942 trasladadas desde el campo de Ravensbrück, en Alemania. El campo femenino fue trasladado a Auschwitz Birkenau en octubre de 1942, y María Mandel fue nombrada jefa de vigilancia. Cerca de un total de 1000 hombres y 200 mujeres de las SS sirvieron de vigilantes en todo el complejo. De entre los funcionarios, solo 750 fueron llevados a juicio, casi todos relacionados con crímenes contra la población polaca. Durante su interrogatorio en los Juicios de Núremberg, Höss dio una descripción detallada del funcionamiento del campo, que complementó en su autobiografía.
Desde 1940, Witold Pilecki, un soldado del Armia Krajowa (organización de la resistencia polaca a la ocupación nazi) fue voluntario para ser llevado como prisionero a Auschwitz y obtuvo una considerable cantidad de información, llevada a Varsovia y, de allí, a Londres. Por otra parte, los aliados tenían información aérea detallada de los campos desde mayo de 1944. Dos prisioneros fugados (Rudolf Vrba y Alfréd Wetzler) habían reunido descripciones precisas y mapas que llegaron a los aliados durante el verano de 1944. El 13 de septiembre de 1944, bombarderos de los Estados Unidos atacaron la fábrica de Buna Werke asociada con Auschwitz III, y la destruyeron en parte.
En cinco años, cerca de 700 prisioneros intentaron escapar; 300 lo lograron. La pena por intento de fuga era la muerte por inanición, y sus familias eran arrestadas e internadas en Auschwitz para ser exhibidas como advertencia. El total de muertes está en debate, pero se estima que entre un millón y un millón quinientas mil personas fueron exterminadas allí.
El 17 de enero, ante la inminente llegada del Ejército Rojo, el personal nazi inició la evacuación de Auschwitz hacia el oeste de Loslau. La mayoría de los prisioneros debieron marchar pero los demasiado débiles para caminar fueron dejados. El 27 de enero de 1945, el Ejército Rojo liberó a 7600 prisioneros, gran parte de los cuales estaba confinada en la enfermería. Tantos ellos como los demás supervivientes del campo no habían tenido fuerzas para emprender la conocida como marcha de la muerte.

### Auschwitz I

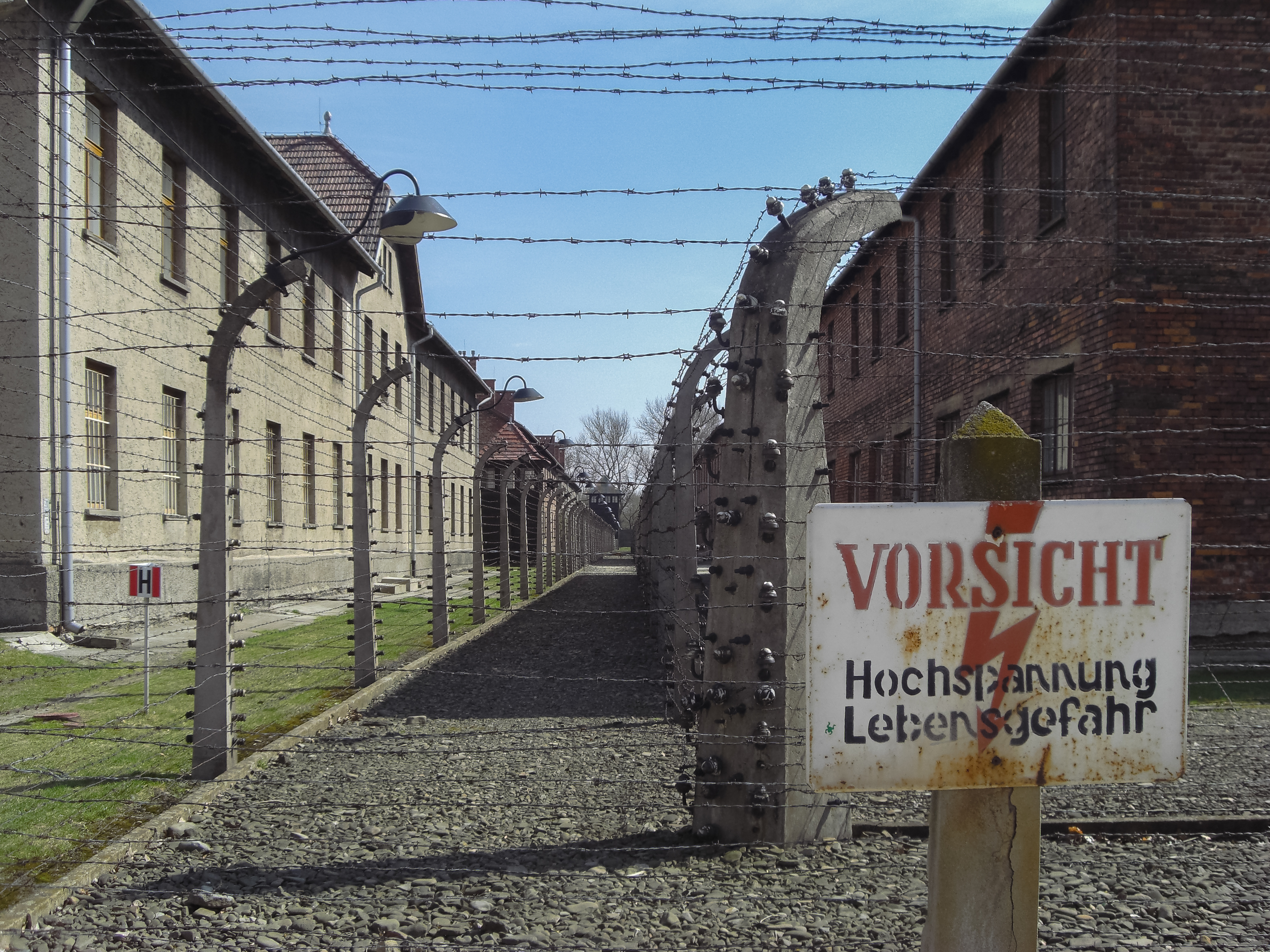
Auschwitz, alambradas.

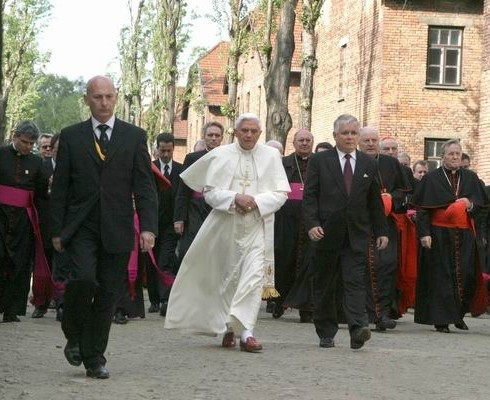
Benedicto XVI visitando Auschwitz cuando era papa en ejercicio.

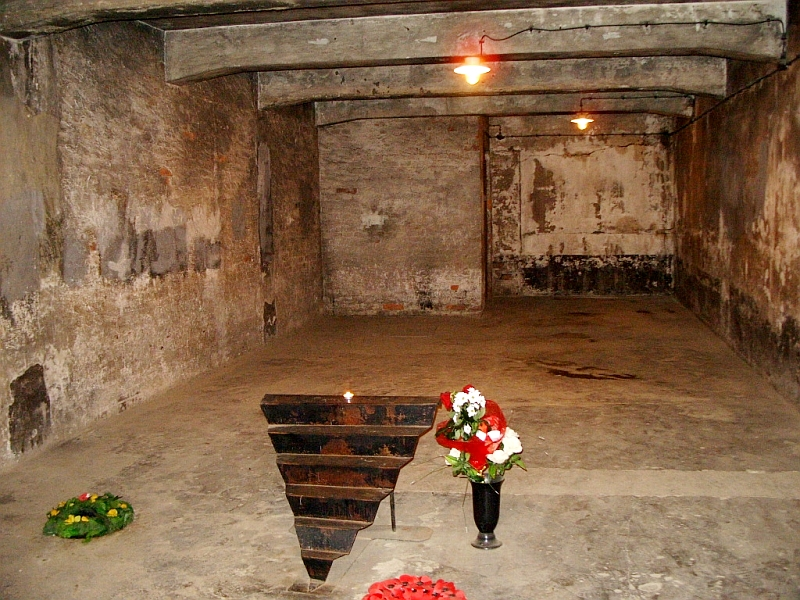
Monumento conmemorativo en la cámara de gas de Auschwitz I.

Auschwitz I fue el centro administrativo de todo el complejo. Empezó a ser construido en mayo de 1940, a partir de barracas de ladrillo del Ejército austríaco. Los primeros prisioneros fueron 728 presos políticos polacos de Tarnów. Al principio, fue utilizado para internar a miembros de la resistencia e intelectuales polacos; después llevaron a prisioneros de guerra soviéticos, testigos de Jehová, presos comunes alemanes, elementos «antisociales» y homosexuales. Desde el primer momento llegaron prisioneros judíos. El campo albergaba entre 13.000 y 16.000 prisioneros, cifra que llegó a 20.000 en 1942.
La inscripción de la entrada, Arbeit macht frei, «el trabajo hace libre», fue robada por cinco desconocidos el viernes 18 de diciembre de 2009 y recuperada por la policía cuatro días después. Los prisioneros salían a trabajar en las construcciones o a cultivar el campo, con música de marcha tocada por una orquesta.
Las SS seleccionaban prisioneros, los kapos, para supervisar al resto. Todos los prisioneros realizaban trabajos, y excepto en las fábricas de armas, el domingo se reservaba para la limpieza y las duchas. Las durísimas condiciones, unidas a la desnutrición y poca higiene, hacían que la tasa de mortalidad fuera muy alta.
El bloque 11 de Auschwitz I era «la prisión dentro de la prisión»; allí se realizaban los castigos. Algunos consistían en encierros durante varios días en una celda muy pequeña para sentarse, existían cuatro celdas de un metro cuadrado, las cuales llegaban a ser ocupadas hasta por cinco prisioneros a la vez. Otros eran ejecutados, ahorcados o se les dejaba morir de hambre.
En septiembre de 1941, las SS realizaron en el bloque 11 las pruebas del gas Zyklon B en las que mataron a 850 polacos y rusos. A partir de lo que consideraron un éxito, se construyó una cámara de gas y un crematorio. Esta cámara de gas, utilizada entre 1941 y 1942, se convirtió luego en un refugio antiaéreo. 
La primera mujer llegó el 26 de marzo de 1942[cita requerida]. Entre abril de 1943 y mayo de 1944 se llevaron a cabo experimentos de esterilización en judías en el bloque 10 de Auschwitz I. El objetivo era desarrollar una inyección para ser utilizada con la población esclava. En este complejo, el Dr. Josef Mengele experimentó con gemelos. Cuando un prisionero no se recuperaba pronto, solía ser ejecutado aplicándole una inyección letal de fenol.
El campo burdel se creó en el verano de 1943 por órdenes de Himmler, estaba en el bloque 29, se llamaba Frauenblock, y se utilizaba para premiar a prisioneros privilegiados. Los guardias seleccionaban a las prisioneras polacas, también había «voluntarias» atraídas por las mejores condiciones alimentarias.

### Auschwitz II (Birkenau)

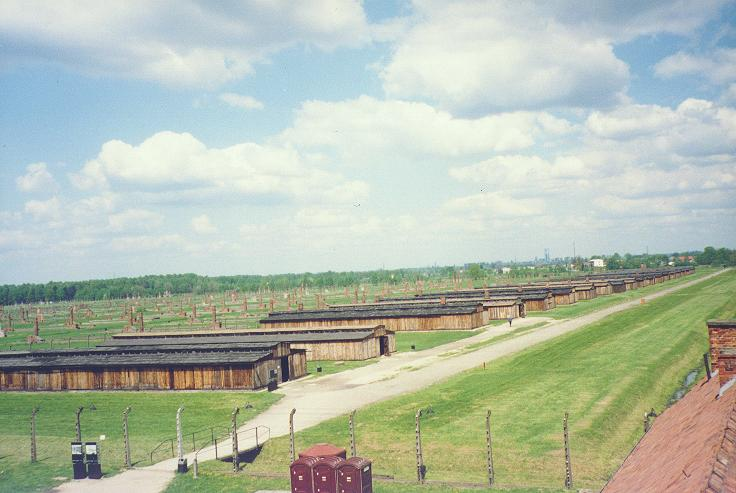
Las ruinas de Birkenau.

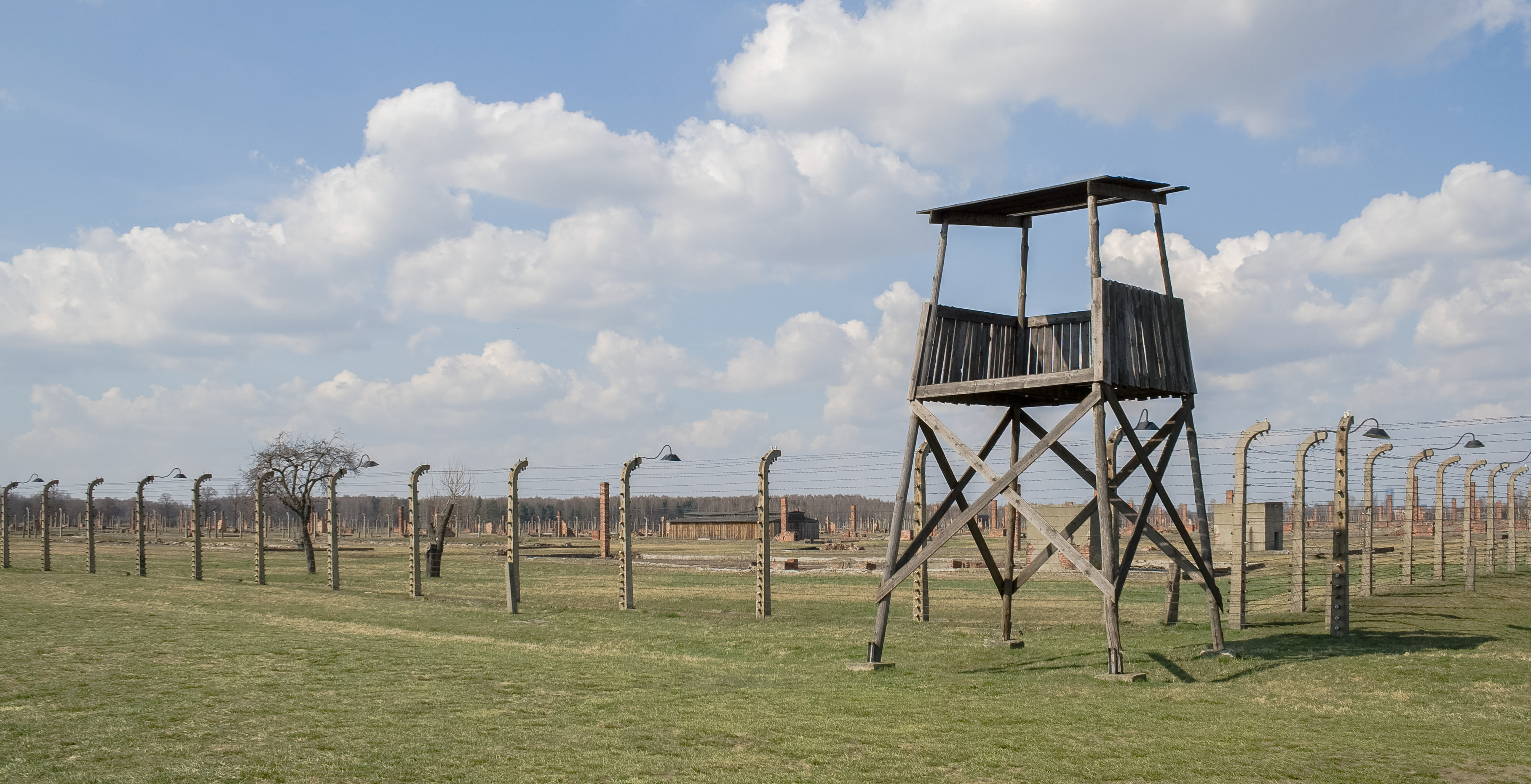
Puesto de vigilancia y vallas alambradas en Birkenau.

Auschwitz II (Birkenau) es el campo que la mayor parte de la gente conoce como Auschwitz. Allí se encerró a cientos de miles de judíos y se ejecutó a más de un millón de deportados y decenas de miles de gitanos.
El campo está en Birkenau, a unos 3 km de Auschwitz I. La construcción se inició en 1941 como parte de la Endlösung (solución final). Tenía una extensión de 2,5 km por 2 km y estaba dividido en secciones, cada una separada en campos; todo, cercado por alambre de púas y cercas electrificadas (algunos prisioneros utilizaron estas cercas electrificadas para suicidarse). Llegó a albergar hasta 100.000 prisioneros.
Su objetivo no era mantener prisioneros para trabajar (como en Auschwitz I y III), sino su exterminio. Para cumplir con este objetivo, se equipó el campo con 4 crematorios con cámaras de gas. Cada cámara podía recibir hasta 2500 prisioneros por turno. El exterminio a gran escala comenzó en la primavera de 1942 como resultado de la aceleración de la solución final tratada en la Conferencia de Wannsee.
La mayoría de los prisioneros llegaban en tren, después de un terrible viaje en vagones de carga que duraba días sin comida ni agua. A partir de 1944 se extendieron las vías para que entraran directo al campo. Algunas veces, al llegar, eran dirigidos directo a las cámaras de gas. En otras ocasiones, los nazis seleccionaban prisioneros, bajo la supervisión del SS Hauptsturmführer Dr. Josef Mengele, para ser enviados a campos de trabajo o para experimentación médica. Niños, ancianos y enfermos iban directo a las cámaras de gas, coordinadas por el SS Hauptscharführer Otto Moll.

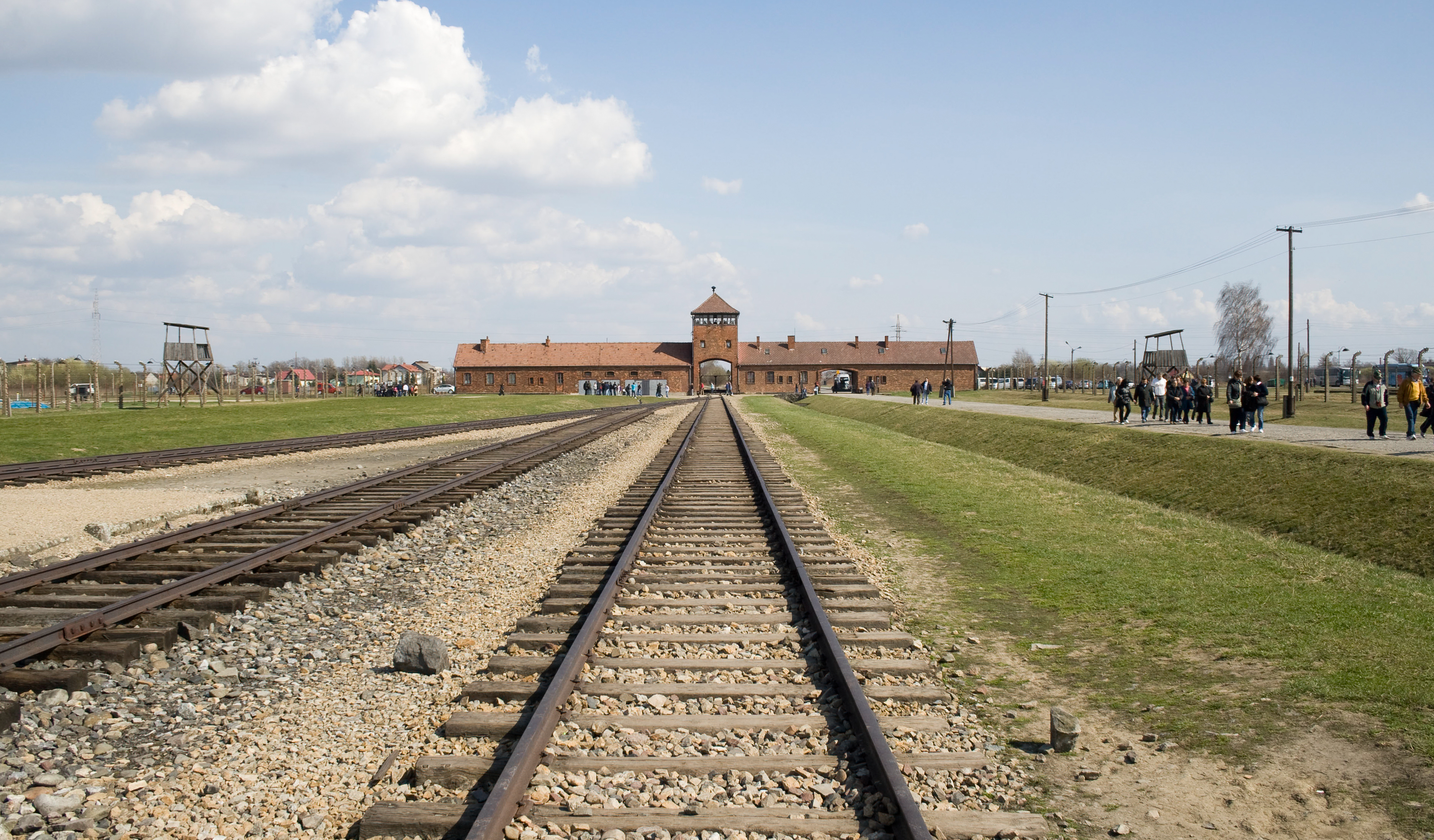
Entrada de Auschwitz II (Birkenau).

Cuando un prisionero superaba la selección inicial, pasaba un período de cuarentena y se le asignaba una tarea o se le enviaba a campos de trabajo anexos.
Los seleccionados para el exterminio eran trasladados a las cámaras de gas/crematorio. Dos de los crematorios (Krema II y Krema III) tenían instalaciones subterráneas, una sala para desvestirse y una cámara de gas con capacidad para miles de personas. Para evitar el pánico, se les informaba a las víctimas que allí se ducharían y recibirían un tratamiento desinfectante. La cámara de gas tenía tuberías de duchas, aunque nunca fueron conectadas al servicio de agua. Se les ordenaba a las víctimas que se desnudaran y dejaran sus pertenencias en el vestidor, donde las podrían recuperar, para ello debían recordar el número de la ubicación. Una vez sellada la entrada, se descargaba el Zyklon B por las aperturas del techo. Las cámaras de gas de los crematorios IV y V tenían instalaciones en la superficie y el Zyklon B se introducía por ventanas especiales en las paredes. Una vez arrojado el Zyklon B se esperaba 25 minutos y se observaba por una mirilla la ausencia de actividad, se procedía a evacuar y ventilar el recinto y se retiraban los cuerpos para una revisión final. Se les extraían los dientes de oro, anillos, pendientes u otros objetos y se revisaban los orificios corporales en busca de joyas. Una vez revisados, cuerpos eran llevados por prisioneros seleccionados (Sonderkommandos) a una sala de hornos o crematorios anexas. Una chimenea expulsaba los gases y olores.

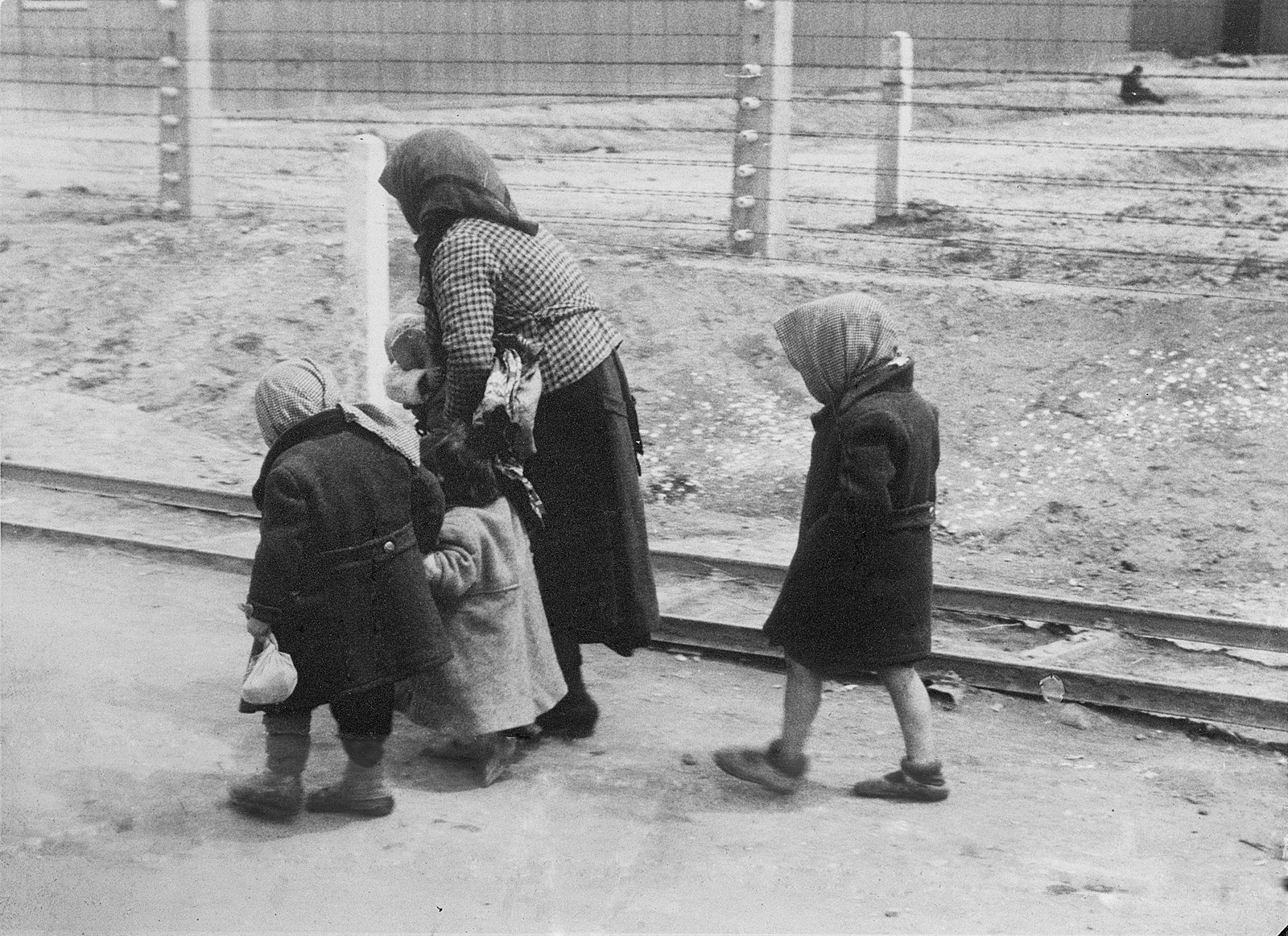
Una abuela y sus nietos marchan sin saberlo hacia la cámara de gas, durante la llegada de los judíos húngaros al campo de Auschwitz, entre mayo y junio de 1944.

Los alemanes ocuparon Hungría en marzo de 1944, entre mayo y julio, cerca de 438 000 judíos de Hungría fueron deportados a Auschwitz-Birkenau, donde la mayoría fue ejecutada. Había días en que los hornos no daban abasto y debían quemar los cuerpos al aire libre.
Familias de gitanos fueron encerradas en una sección especial; pasaron por las cámaras de gas hacia julio de 1944 y, el 10 de octubre, se exterminó a sus niños en Birkenau.
El 7 de octubre de 1944, los Sonderkommandos judíos (prisioneros separados del resto y que trabajaban en las cámaras de gas y hornos crematorios) organizaron un levantamiento. Las prisioneras habían logrado extraer explosivos de una fábrica de armas y los utilizaron para destruir parte del crematorio IV e intentar escapar durante la confusión. Los 250 prisioneros fueron capturados y ejecutados. Por otra parte, todos los miembros de los Sonderkommandos eran ejecutados en forma periódica y sustituidos por otros.
Las cámaras de gas de Birkenau fueron destruidas por las SS el 24 de noviembre de 1944 en un intento por esconder las actividades del campo a las tropas soviéticas.
| Exterminio en Auschwitz II (Birkenau) | Exterminio en Auschwitz II (Birkenau) |
| Según el doctor Miklós Nyiszli, superviviente del sonderkommando de Birkenau, miembros de las SS abrían los vagones de los trenes que llegaban y de los mismos descendía una muchedumbre de judíos. La selección de los que consideraban útiles no duraba más de media hora. Una columna con el resto dejaba el andén «... una escalera les conduce a un subterráneo... un letrero informa en alemán, francés, griego y húngaro, de que allí se encuentran las duchas y el cuarto de desinfección. La información contribuye a tranquilizar... Allí encuentran una gran sala, bien iluminada y pintada... los miembros de las SS dan una orden: "¡Desnúdense!... disponen de 10 minutos"... después todo el mundo está desnudo... al fondo... entran a otra gran sala, también bien iluminada... en el centro hay grandes pilares cuadrados... con canalones de latón con perforaciones... Se escucha una nueva orden: "¡Sonderkommando y SS, salgan de las duchas!"... una vez encerrados desde arriba derramaban unas piedrecillas que caían por los canalones perforados liberando gas ZyKlon-B que invadía la sala. En cinco minutos mataban a unas 3000 personas» | Según el doctor Miklós Nyiszli, superviviente del sonderkommando de Birkenau, miembros de las SS abrían los vagones de los trenes que llegaban y de los mismos descendía una muchedumbre de judíos. La selección de los que consideraban útiles no duraba más de media hora. Una columna con el resto dejaba el andén «... una escalera les conduce a un subterráneo... un letrero informa en alemán, francés, griego y húngaro, de que allí se encuentran las duchas y el cuarto de desinfección. La información contribuye a tranquilizar... Allí encuentran una gran sala, bien iluminada y pintada... los miembros de las SS dan una orden: "¡Desnúdense!... disponen de 10 minutos"... después todo el mundo está desnudo... al fondo... entran a otra gran sala, también bien iluminada... en el centro hay grandes pilares cuadrados... con canalones de latón con perforaciones... Se escucha una nueva orden: "¡Sonderkommando y SS, salgan de las duchas!"... una vez encerrados desde arriba derramaban unas piedrecillas que caían por los canalones perforados liberando gas ZyKlon-B que invadía la sala. En cinco minutos mataban a unas 3000 personas» |
| --- | --- |
| | |
| Llegada de un convoy de judíos a la terminal ferroviaria de Auschwitz-Birkenau. Al fondo a izquierda y derecha las chimeneas de los crematorios II y III, junto a las que se encontraban las cámaras de gas. Según el superviviente Primo Levi, «en menos de 10 minutos todos los que eramos hombres útiles estuvimos reunidos en un grupo. Lo que fue de los demás, de las mujeres, de los niños, de los viejos, no pudimos saberlo...casi nadie pudo despedirse de ellos. Los vimos... en el extremo del andén...desaparecieron así en un instante...» | Restos de la escalera de entrada y del vestuario del Crematorio III en Auschwitz II (Birkenau) a donde se conducía el grupo considerado no útil y se les ordenaba desnudarse. A continuación, también subterránea, se encontraba la cámara de gas donde se les introducía y gaseaba mediante engaños. |

| | |
| Cámara de gas de Auschwitz I, la única que no fue destruida por los nazis. Para Hilberg, los centros de exterminio funcionaban rápido...El recién llegado descendía del tren por la mañana, por la tarde su cadáver ya había sido quemado y sus ropas empaquetadas, almacenadas y expedidas a Alemania. | Esta lata contenía estas piedrecillas impregnadas de gas Zyklon-B. Se abrían 4 de ellas y se vertía su contenido por unos orificios en la cámara de gas. En pocos minutos morían hasta tres mil personas. |

### Auschwitz III (Monowitz)
Los campos subalternos de trabajo en el complejo de Auschwitz estaban bien relacionados con la industria alemana, sobre todo en las áreas militares, metalúrgicas y mineras. El más grande era Auschwitz III Monowitz, que inició sus operaciones en mayo de 1942. Este campo estaba asociado con la planta Buna-Werke de la empresa IG Farben y producía combustibles líquidos y goma sintética. A intervalos regulares, se hacían revisiones sanitarias por parte del personal médico de Auschwitz II, con el fin de enviar enfermos y débiles a las cámaras de gas de Birkenau.

### Campos subalternos
| - Auschwitz I (Oświęcim) - Auschwitz II (Birkenau - Brzezinka) - Auschwitz III (Monowitz - Monowice) - Babice (Babitz) - Bieruń - Beruń - Blechhammer (Blachownia Śląska) - Bobrek - Brno (Brünn) - Bruntal (Braunau) - Budy - Chełmek (Chełmek) - Chorzów (Arbeitslager Bismarckshütte) - Chrzanów - Czechowice | - Czernica - Dziedzice - Freudenthal (Jesenik) - Friedenshütte - Gliwice (Gleiwitz) - Goleszów (Golleschau) - Hajduki I-II - Harmeze (Harmensee) - Zabrze (Hindenburg) - Jawiszowice (Jawischowitz) - Jaworzno - Kobiór (Kobior) - Lędziny (Arbeitslager Günthergrube) - Lesslau - Libiaz Maty (Janinagrube) - Łagiewniki Śląskie (Hohenlinde, Hubertushütte) - Łagisza Cmentarna (Lagischa) - Monowice (Monowitz) | - Prudnik (Neustadt) - Pyskowice (Peiskretscham) - Pławy (Plawy) - Pszczyna (Pleβ) - Radostowice - Rajsko - Rydułtowy (Arbeitslager Charlottegrube) - Sachsenhausen[cita requerida] - Siemianowice (Laurahütte) - Sosnowiec (Sosnowitz) - Stara Kuźnia (Althammer) - Stara Wieś - Świetochłowice (Arbeitslager Eintrachtshütte) - Trzebinia - Wesoła (Fürstengrube) - Zittau - Żywiec |

## Cálculos sobre el número de víctimas

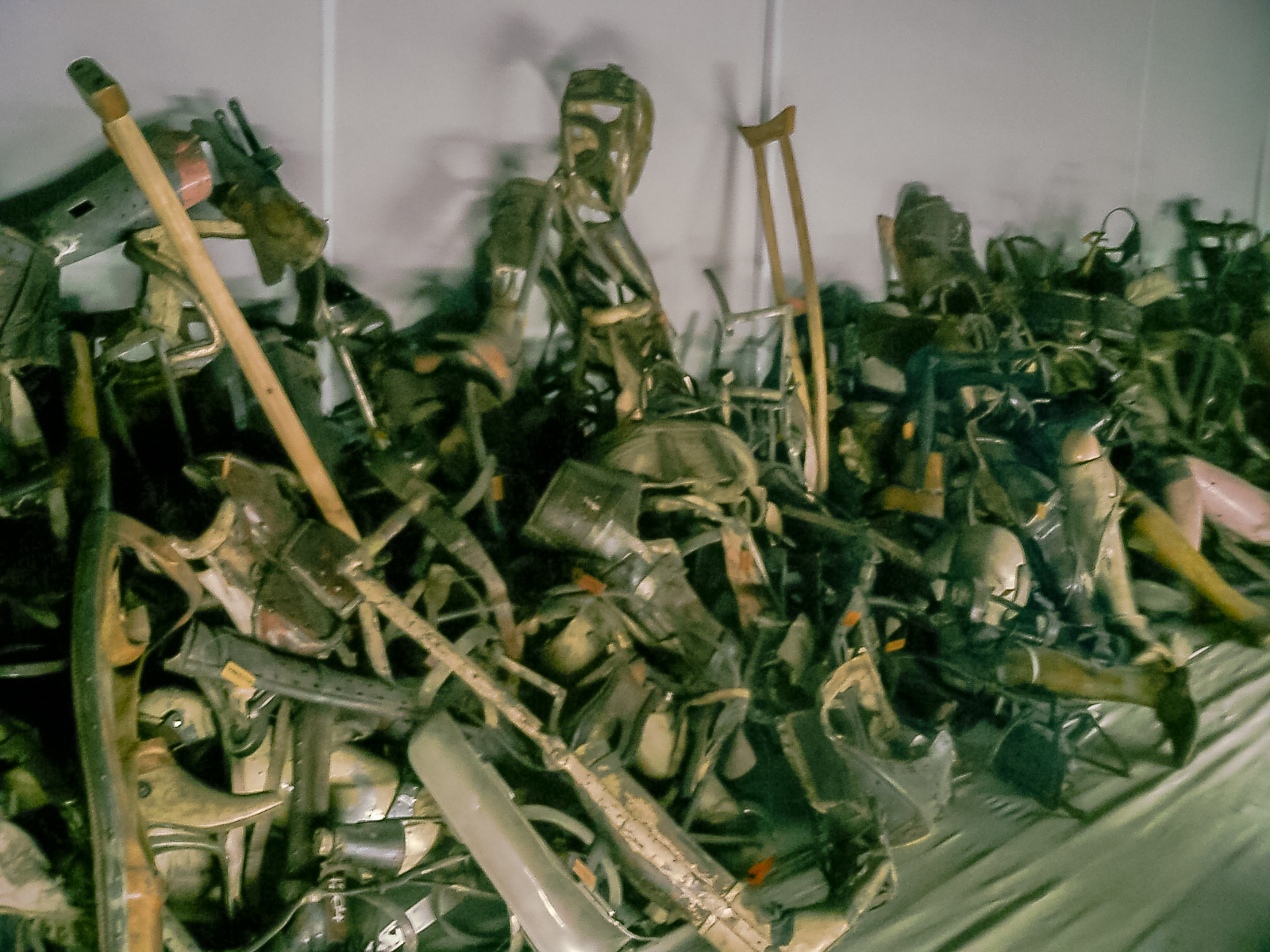
Prótesis y muletas de los presos expuestas en el museo.

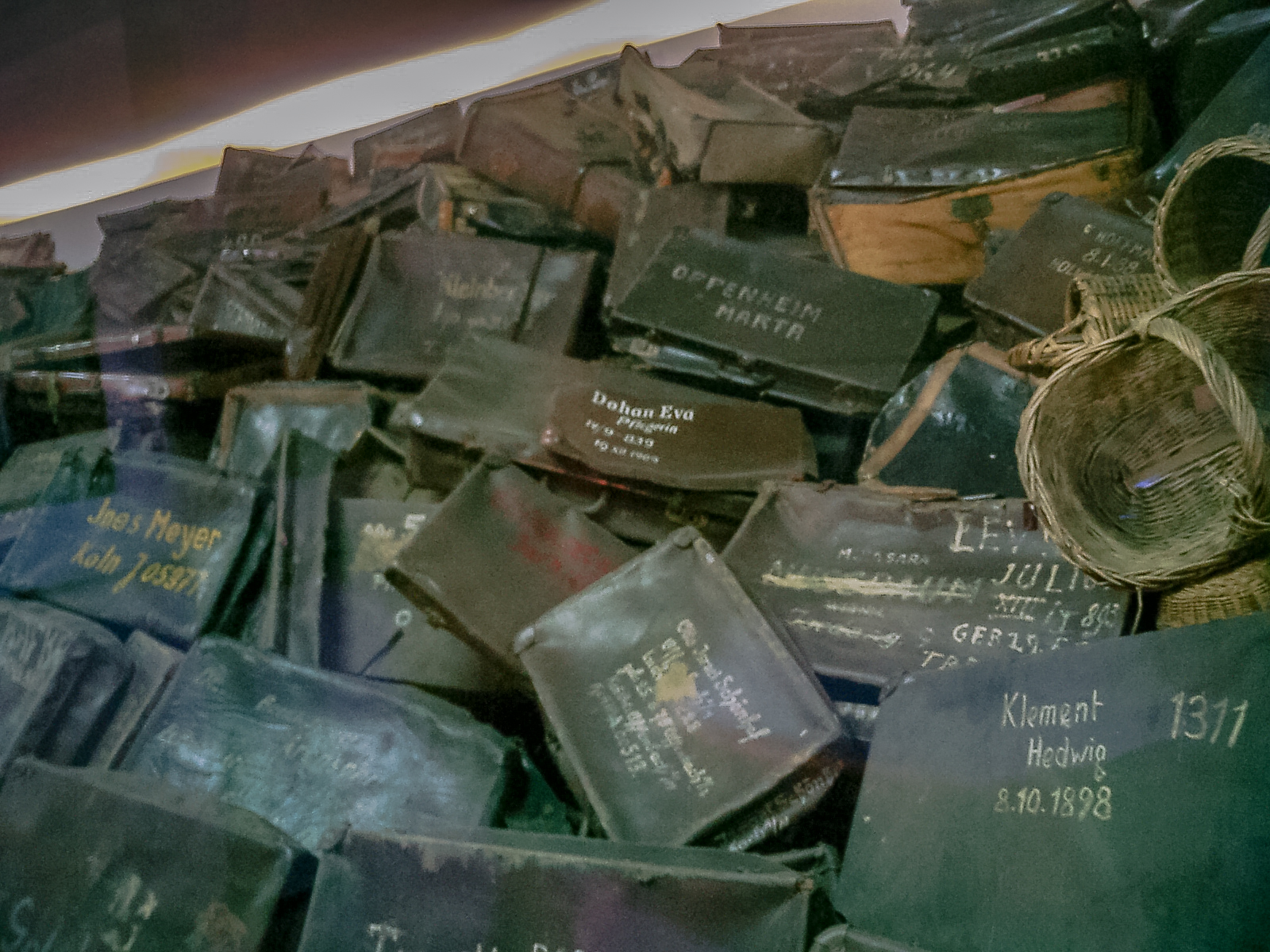
Objetos personales que se les retiró a los presos.

Se calcula que en Auschwitz llegaron a estar 1,3 millones de personas, de las cuales murieron 1,1 millones, el 90% de ellos, en torno a un millón eran judíos. Según cifras de Franciszek Piper, el grupo mayoritario de judíos trasladados al campo corresponde a las deportaciones de 1944 desde Hungría (438.000). Le siguen Polonia (300.000), Francia (69.114), Países Bajos (60.085), Grecia (54.533), Protectorado de Bohemia y Moravia (actual República Checa) (46.099), Bélgica (24.906), Yugoslavia (10.000), e Italia (7.422). 
Allí murieron también 70.000 prisioneros políticos polacos, más de 20.000 gitanos, 10.000 prisioneros de guerra soviéticos, en torno a 1200 republicanos españoles, además de cientos de testigos de Jehová y decenas de los internados a causa de la homosexualidad. Estimaciones coincidentes son las del historiador Peter Hayes. Según su estudio, solo 125.000 de los 200.000 supervivientes seguían vivos a la caída del Tercer Reich, el 10% de las personas internadas en el campo entre mayo de 1940 y enero de 1945.
Los responsables de Auschwitz seguían estrategias de selección diferentes según el origen de los internos; así los judíos no seleccionados para trabajar eran enviados a las cámaras de gas, casi siempre tras su llegada. En 1942, 140.146 de ellos fueron enviados a las cámaras de Auschwitz I, hasta que en febrero de 1943 tomó el relevo Birkenau. Entre los mayores contingentes 327.000 de los 438.000 judíos húngaros y 200.000 de los 300.000 polacos fueron gaseados, y gran parte del resto murieron ejecutados o de hambre y enfermedades. Los gitanos corrían la misma suerte. Los prisioneros políticos y los soldados soviéticos fueron víctimas del gas en la etapa de los experimentos iniciales, después solían perecer asesinados o a causa de las condiciones de los trabajos.
| Nacionalidad/etnicidad (Fuente: Franciszek Piper)                                                                | Muertes registradas (Auschwitz) | Muertes no registradas (Auschwitz) | Total                  |
| --- | ------------------------------- | ---------------------------------- | ---------------------- |
| Judíos | 95,000                          | 865,000                            | 960,000                |
| Polacos | 64,000                          | 10,000                             | 74,000 (70,000–75,000) |
| Gitanos y Sinti                                                                                                  | 19,000                          | 2,000                              | 21,000                 |
| Prisioneros de guerra soviéticos                                                                                 | 12,000                          | 3,000                              | 15,000                 |
| Otros Europeos: soviéticos (bielorrusos, rusos, ucranianos), checos, yugoslavos, franceses, alemanes, austriacos | 10,000–15,000                   | n/a                                | 10,000–15,000          |
| Muertes totales en Auschwitz, 1940–1945                                                                          | 200,000–205,000                 | 880,000                            | 1,080,000–1,085,000    |

## Prisioneros más conocidos

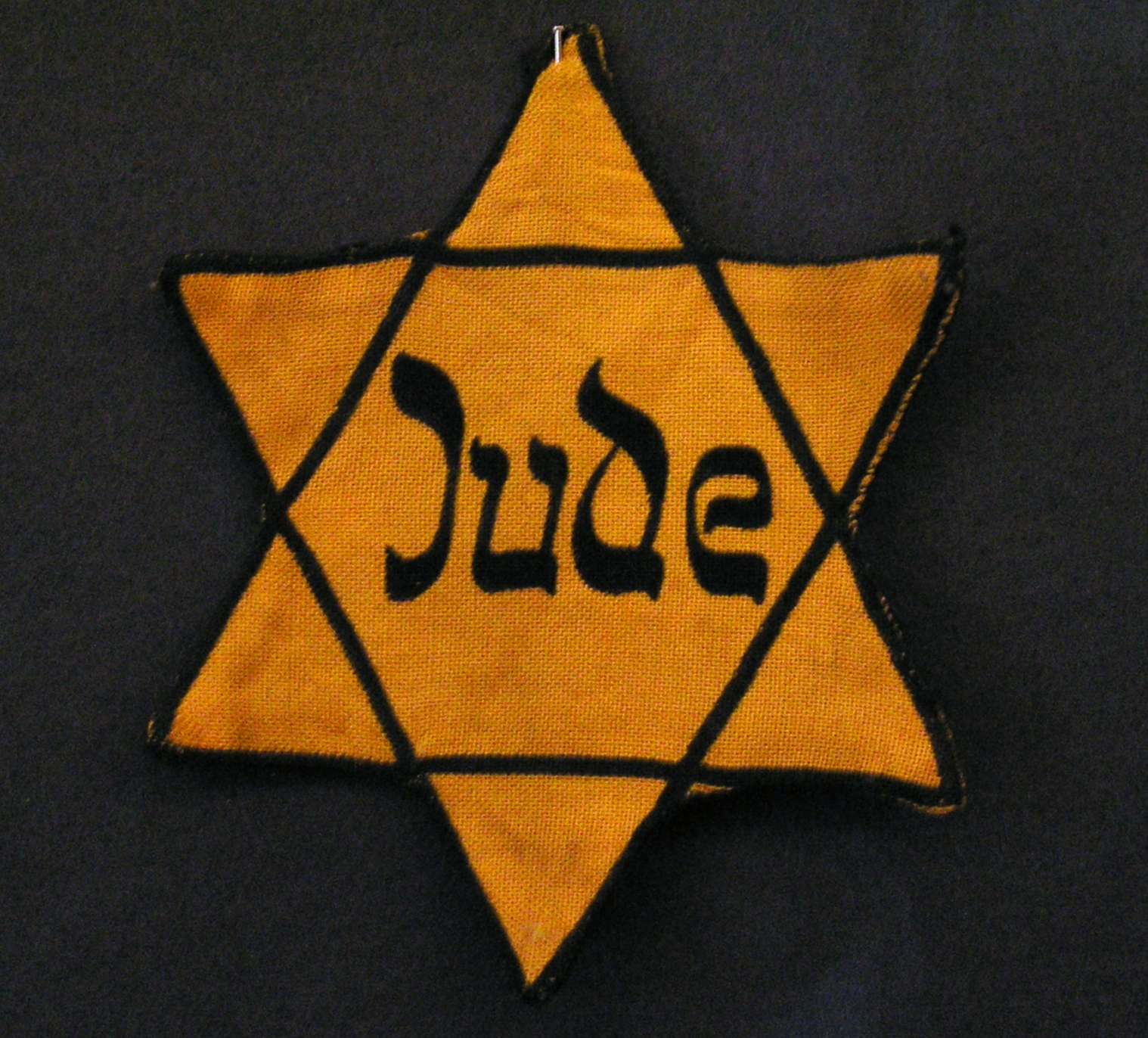
Insignia amarilla. Introducida en Polonia ocupada desde 1939, con fondo blanco e inscripciones en azul, a partir de 1941 fue obligatorio para los judíos alemanes y austríacos portar una estrella amarilla con la inscripción Jude ("judío" en alemán) expresada en caracteres pseudo-hebreos.

- Józef Cyrankiewicz, presidió el gobierno de la República Popular de Polonia entre 1947-1952; 1954-1970 y 1970-1972.
- Ana Frank fue internada en Auschwitz-Birkenau entre septiembre y octubre de 1944, luego fue trasladada a Bergen-Belsen, donde murió de tifus.
- Otto Frank, padre de Ana, quien se quedó en este campo cuando sus hijas fueron enviadas a Bergen Belsen. Sobrevivió y en 1947 publicó el diario de su hija.
- Edith Frank, madre de Ana Frank.
- Maximilian Kolbe, santo polaco, fue prisionero en Auschwitz I. Fue voluntario para morir de hambre en lugar del prisionero Franciszek Gajowniczek en 1941.
- Witold Pilecki, soldado polaco del Armia Krajowa, se internó voluntariamente en Auschwitz, organizó la resistencia en Auschwitz (Związek Organizacji Wojskowej, ZOW) e informó a los aliados sobre las atrocidades perpetradas mediante el Informe Witold. Formó parte del levantamiento de Varsovia.
- Edith Stein, monja católica y santa alemana de origen judío que murió en las cámaras de gas de Auschwitz II.
- Charlotte Delbo, escritora y activista de la resistencia francesa, enviada allí con otras 229 mujeres no judías.
- Elie Wiesel, escritor de lengua yiddish y francesa, de nacionalidad estadounidense (antes, rumana y húngara), que sobrevivió a su reclusión en Auschwitz III Monowitz y escribió sobre sus experiencias. Fue galardonado con el Premio Nobel de la Paz en 1986.
- Petr Ginz (1928-1944), joven editor de Vedem, conocido por el diario escrito antes de su deportación, descubierto hace poco y editado por su hermana Chava Pressburger.
- August L. Mayer, historiador de arte de origen judío, experto en pintura española, detenido en París en febrero de 1944, deportado el 7 de marzo a Auschwitz donde murió el 12 de marzo.
- Primo Levi, escritor italiano de origen judío. Capturado y deportado a Auschwitz en el invierno de 1944, sobrevivió y escribió Si esto es un hombre, estremecedor relato de la vida diaria del campo y la cruel lucha por la supervivencia.
- Władysław Bartoszewski, historiador y político de origen polaco.
- Thomas Buergenthal, juez checoslovaco de la Corte Internacional de Justicia.[24]
- Olga Lengyel, doctora de nacionalidad rumana, que habitó en el campo para mujeres en Auschwitz-Birkenau, colaboró en la resistencia, en la que se destruyó uno de los hornos crematorios de dicho campo y escribió el célebre libro Los hornos de Hitler.
- Regina Jonas, fue la primera mujer ordenada rabina en el mundo. Debido a su negativa de buscar asilo en Estados Unidos y formar parte de la resistencia, hizo que sus días acabaran en el campo de concentración.
- Viktor Frankl, psiquiatra, recluido en el campo de Theresienstadt, en el que ingresó en 1942. En 1944 fue trasladado a Auschwitz y después fue destinado a dos subcampos de Dachau. En su reclusión planteó una terapia psiquiátrica llamada logoterapia. Relata su experiencia en El hombre en busca de sentido.
- Violeta Friedman, con 14 años, ingresó junto a su hermana. Sobrevivió a las selecciones alemanas y se escapaba día tras día cuando era elegida para morir debido a su incapacidad para realizar trabajos forzados. Fue trasladada a Bergen-Belsen. Destacan sus memorias.
- Imre Kertész, escritor húngaro, premio Nobel de literatura. Fue deportado en 1944 a Auschwitz y a Buchenwald con 15 años. Su novela Sin destino se localiza en el campo de concentración.
- Vladek Spiegelman, aunque no alcanzó fama, es uno de los protagonistas de la novela gráfica Maus, obra de su hijo Art Spiegelman quien es el único cómic ganador de un premio Pulitzer.
- Dunia Wasserstrom, rusa, trabajó como intérprete del campo desde 1943 hasta la liberación en 1945. Fue parte de la resistencia. Escribió el libro Nunca jamás..., donde narra sus vivencias en los campos. Vivió en México.
- Gisella Perl, médica de origen húngaro-judío, que afrontó un dilema ético al ayudar a abortar a más de 1000 bebés para que las madres no fueran asesinadas y no experimentaran con sus hijos. Trabajó en la enfermería de la sección de mujeres húngaras del campo, desde donde ayudó a muchas compañeras. Sus memorias, I Was a Doctor in Auschwitz, fueron llevadas al cine en 2003 con el título Out of the Ashes. La Dra. Perl testificó en el juicio contra Irma Grese, la supervisora de su sección, célebre por la brutalidad con la que trataba a las prisioneras y por sus conductas sexuales perversas.
- Stanisława Leszczyńska, matrona católica polaca, asistió al nacimiento de aproximadamente 3 000 niños, cuidando de las madres y bebés en condiciones infrahumanas.
- Erich Salomon, fotógrafo alemán pionero del periodismo fotográfico moderno.
- Irène Némirovsky, novelista de origen ucraniano que vivió en Francia y escribió en francés. Fue deportada bajo leyes raciales por su origen judío a Auschwitz, donde murió en 1942.
- Sara Rus, sobreviviente de Auschwitz y más tarde Madre de Plaza de Mayo
- Edith Eger, psicóloga y escritora que vive y ejerce su profesión actualmente en Estados Unidos.
- Fanny Beznos, poetisa de origen judío ligada al surrealismo y activista comunista. Murió en 1942.

## Procesos a los perpetradores
Después de la guerra, los rusos detuvieron a parte del personal del campo de concentración de Auschwitz. Estos fueron juzgados por las autoridades rusas o entregados a las cortes judiciales polacas.
El principal responsable de las operaciones del campo, SS Obersturmbannführer Rudolf Höss, fue capturado por los británicos y enviado a Polonia, donde fue juzgado por sus crímenes contra la humanidad, no sin antes haber sido testigo de descargo contra Ernst Kaltenbrunner en el Juicio de Núremberg. Höss fue condenado y ahorcado el 16 de abril de 1947 en Auschwitz. Entre el 24 de noviembre y el 22 de diciembre de 1947, 40 antiguos oficiales y soldados de la SS que habían prestado servicio allí fueron a un primer juicio, realizado en Cracovia. Varios fueron condenados a muerte o a largas penas de prisión.
De unos 6500 miembros de las SS que sirvieron en Auschwitz, solo 750 recibieron condenas; la mayoría, por parte de tribunales polacos, que llevaron a juicio a 673 de 789 miembros del personal del campo. Entre diciembre de 1963 y agosto de 1965, se realizó otro «juicio de Auschwitz», en Fráncfort del Meno, en el que de 22 procesados, 17 fueron condenados, 6 de ellos a perpetua. A finales de la década de los '70 se realizó un tercer y breve juicio, contra dos guardias de la SS responsables de la muerte de prisioneros en un campo satélite.

## Negacionismo

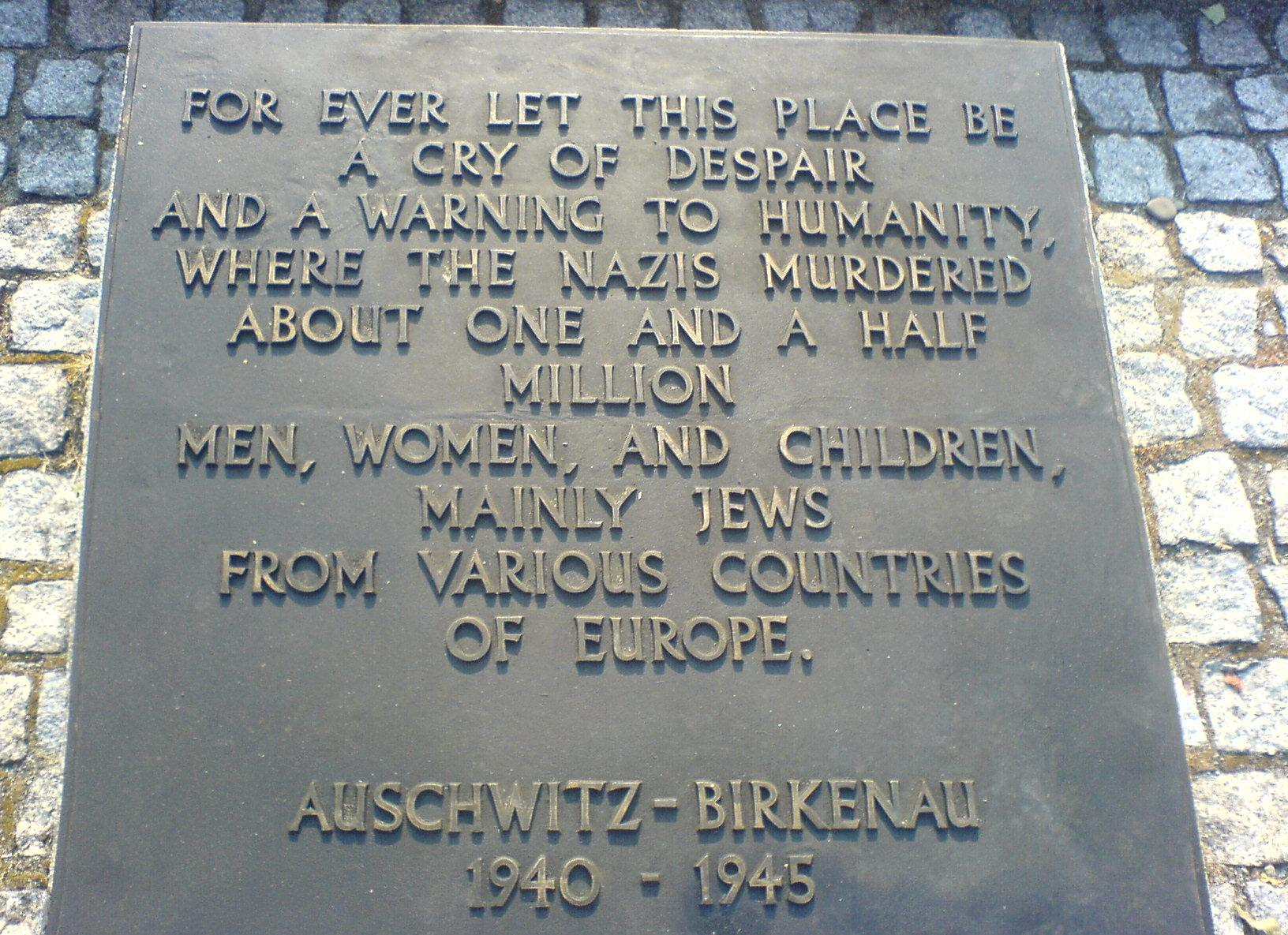
Placa conmemorativa en la entrada del campo de exterminio. Se puede leer «Por siempre deja que este lugar sea un llanto de desamparo, una advertencia a la humanidad, donde los nazis asesinaron alrededor de 1 millón y medio de hombres, mujeres y niños, en su mayoría judíos de distintos países de Europa.
Auschwitz-Birkenau
1940 - 1945»

Desde el final de la Segunda Guerra Mundial ha habido intentos por negar que esto hubiera ocurrido. Se ha afirmado que sería imposible quemar un tal número de cuerpos o que las instalaciones que pueden ser visitadas fueron reconstruidas después de la guerra para que estuvieran en concordancia con lo que se ha contado sobre Auschwitz. Dicha reconstrucción se refiere a la cámara de gas que se muestra a los turistas en Auschwitz I como una cámara de gas homicida original.
La placa que desde el fin de la guerra señalaba Auschwitz como «lugar de martirio de cuatro millones de víctimas asesinadas en el genocidio Nazi» fue eliminada tras caer el sistema comunista y sustituida en 1992 por otra que sitúa la cifra de víctimas en «alrededor de un millón y medio de hombres, mujeres y niños, principalmente judíos».